# There Goes the Bride (film, 1932)
Pour les articles homonymes, voir There Goes the Bride.
Pour plus de détails, voir Fiche technique et Distribution.
There Goes the Bride est un film britannique réalisé par Albert de Courville, sorti en 1932.

## Synopsis
La fille d'un homme d'affaires s'enfuit pour échapper à un mariage arrangé, et se retrouve au sein d'un quiproquo.

## Fiche technique
- Titre original : There Goes the Bride
- Réalisation : Albert de Courville
- Scénario : W.P. Lipscomb
- Direction artistique : Norman G. Arnold
- Costumes : Gordon Conway
- Photographie : Alex Bryce, Mutz Greenbaum
- Son : Harold V. King
- Montage : Ian Dalrymple, Ralph Kemplen
- Musique et direction musicale : Louis Levy
- Lyrics : Clifford Grey
- Production : Michael Balcon
- Société de production : Gainsborough Pictures, British Lion Film Corporation
- Société de distribution :  Ideal Film Company (en) ;  Gaumont-British Picture Corporation of America
- Pays de production :  Royaume-Uni
- Langue originale : anglais
- Format : noir et blanc — 35 mm — 1,37:1 — son Mono (RCA Photophone)
- Genre : Comédie et film musical
- Durée : 79 minutes
- Date de sortie :
  - Royaume-Uni : 26 octobre 1932
- Licence : Domaine public

## Distribution
- Jessie Matthews : Annette Marquand
- Owen Nares (en) : Max
- Carol Goodner (en) : Cora
- Jerry Verno : Clark, le chauffeur
- Mignon O'Doherty (en) : Mme Duchaine
- Roland Culver : Jacques
- Charles Carson : M. Marquand
- David Niven : figuration non créditée

## Chansons du film
- "I'll Stay With You" et "I'm Looking For You" : musique de Fred Raymond, lyrics de Clifford Grey, interprétées par Jessie Matthews